# Pouzac
Pouzac is een gemeente in het Franse departement Hautes-Pyrénées (regio Occitanie). De plaats maakt deel uit van het arrondissement Bagnères-de-Bigorre. Pouzac telde op 1 januari 2022 1.108 inwoners.

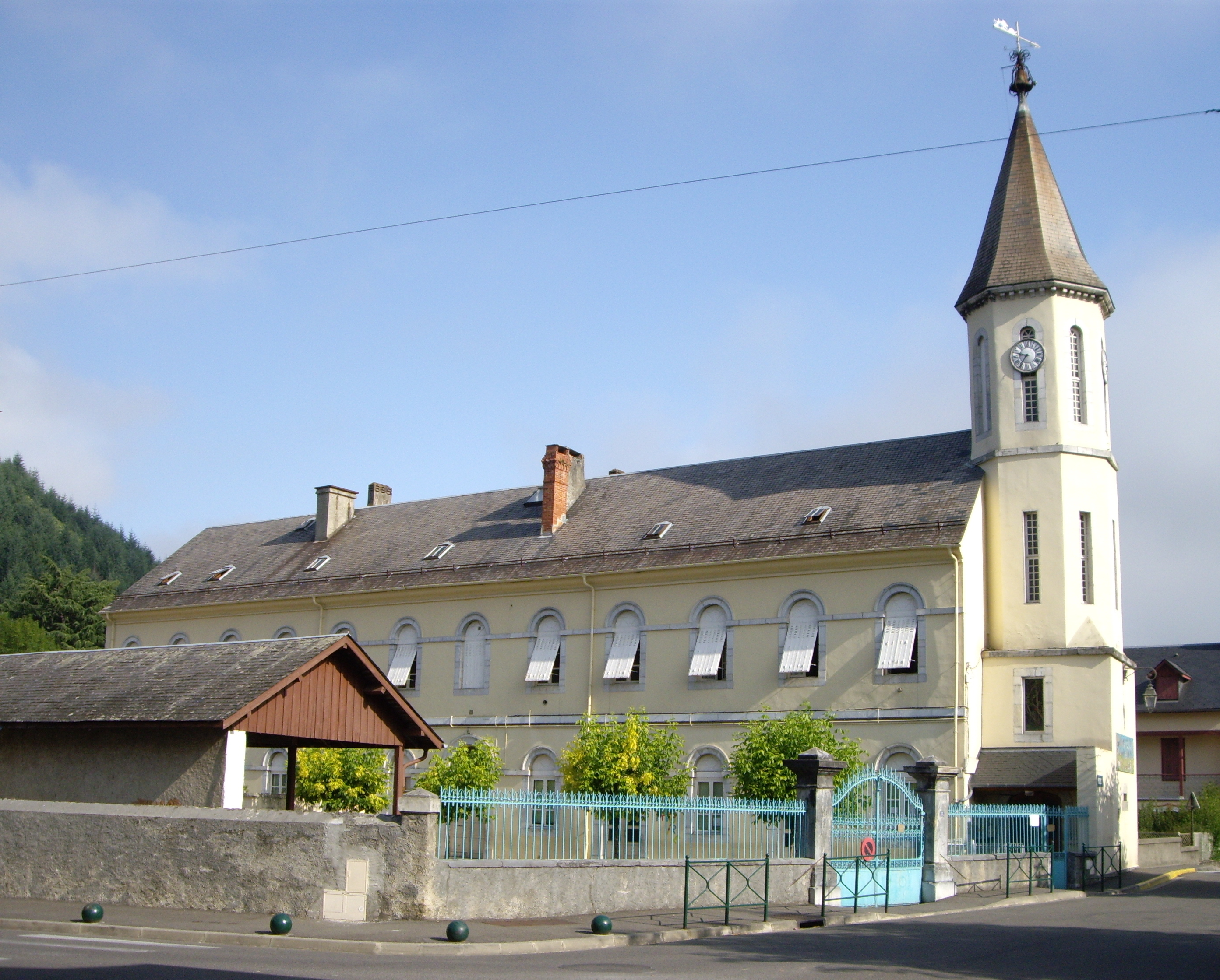
School
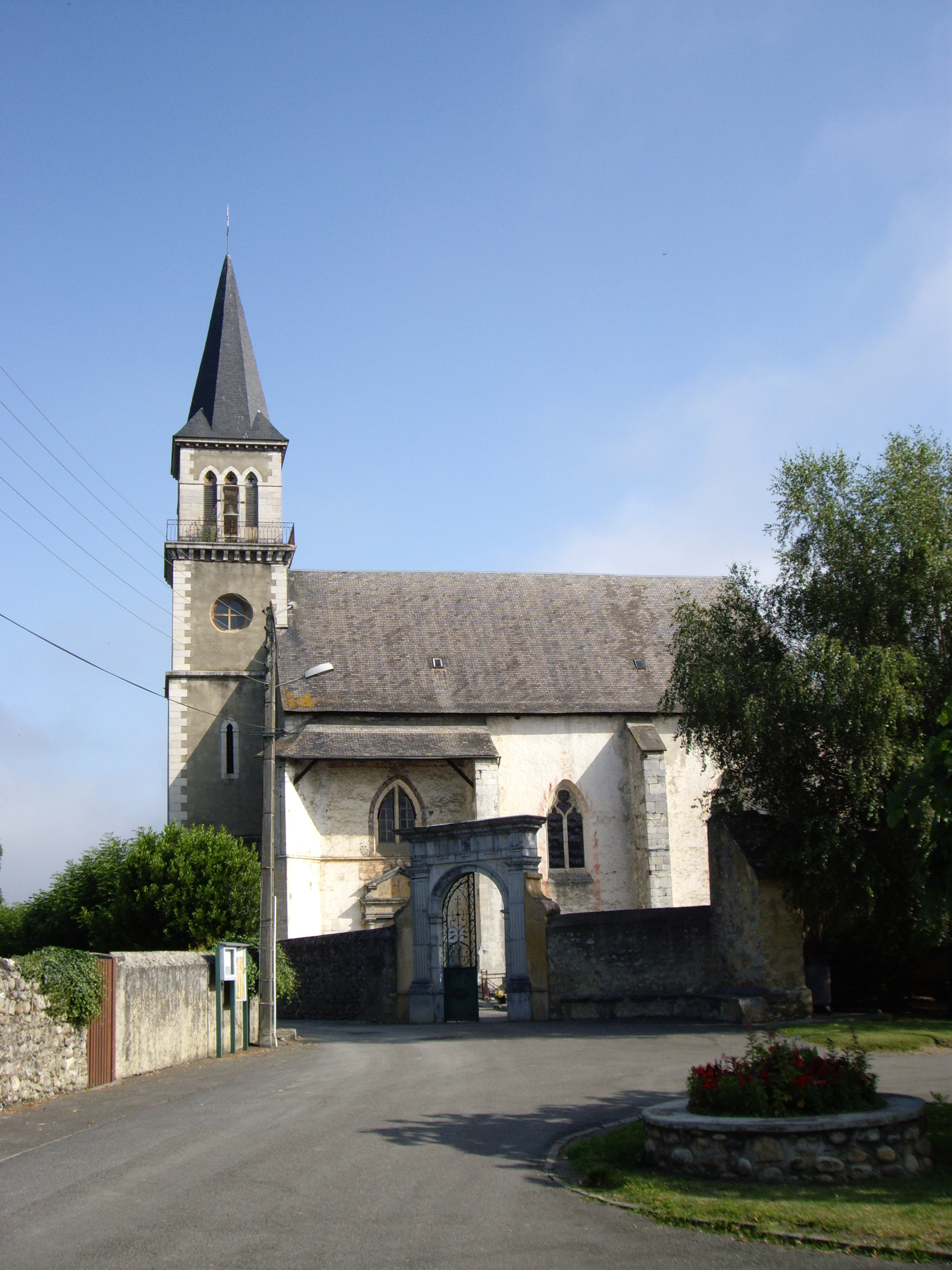
Kerk Saint-Saturnin
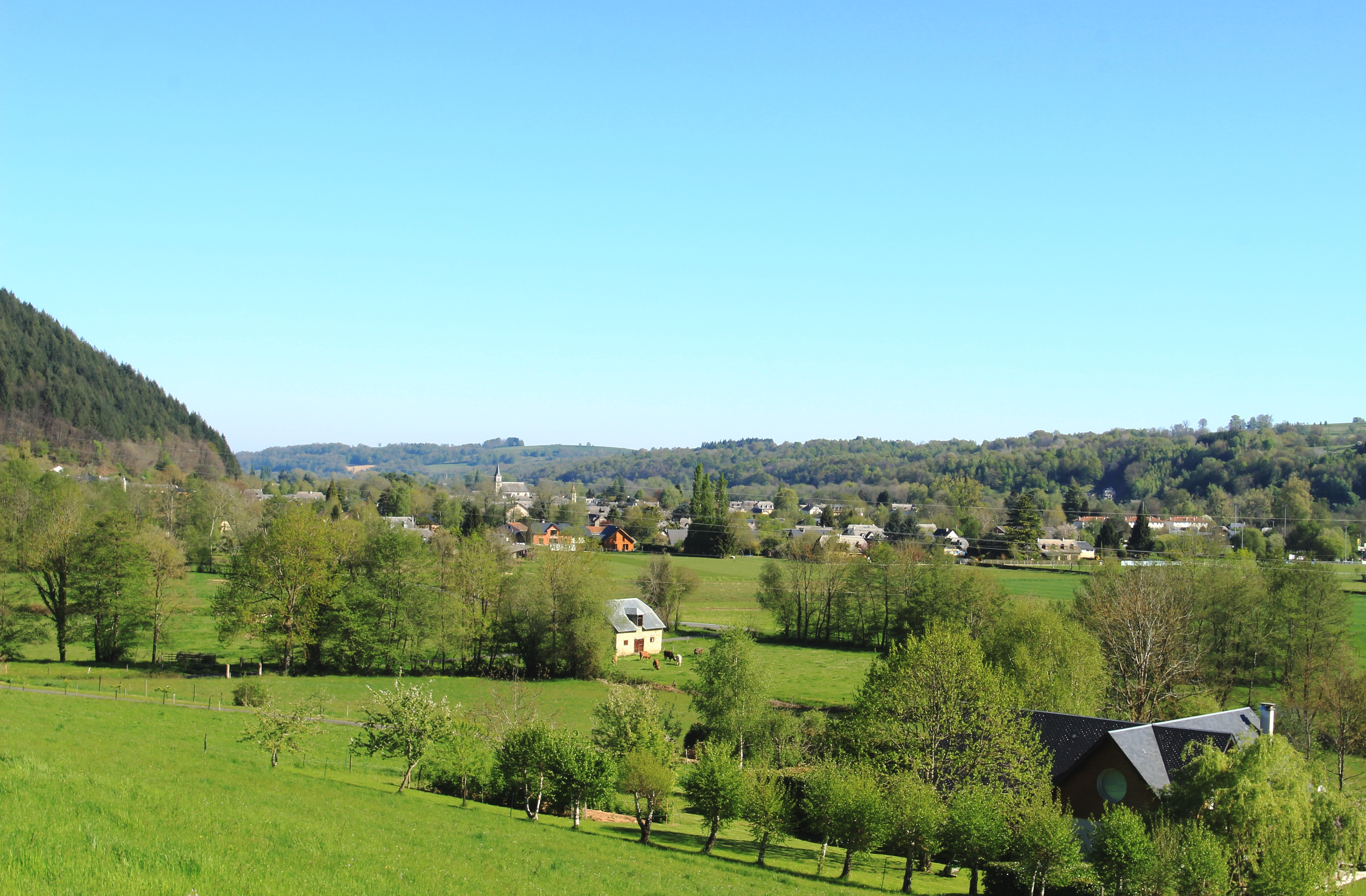
Gezicht op Pouzac

## Geografie
De oppervlakte van Pouzac bedroeg op 1 januari 2022 7,58 vierkante kilometer; de bevolkingsdichtheid was toen 146,2 inwoners per km².

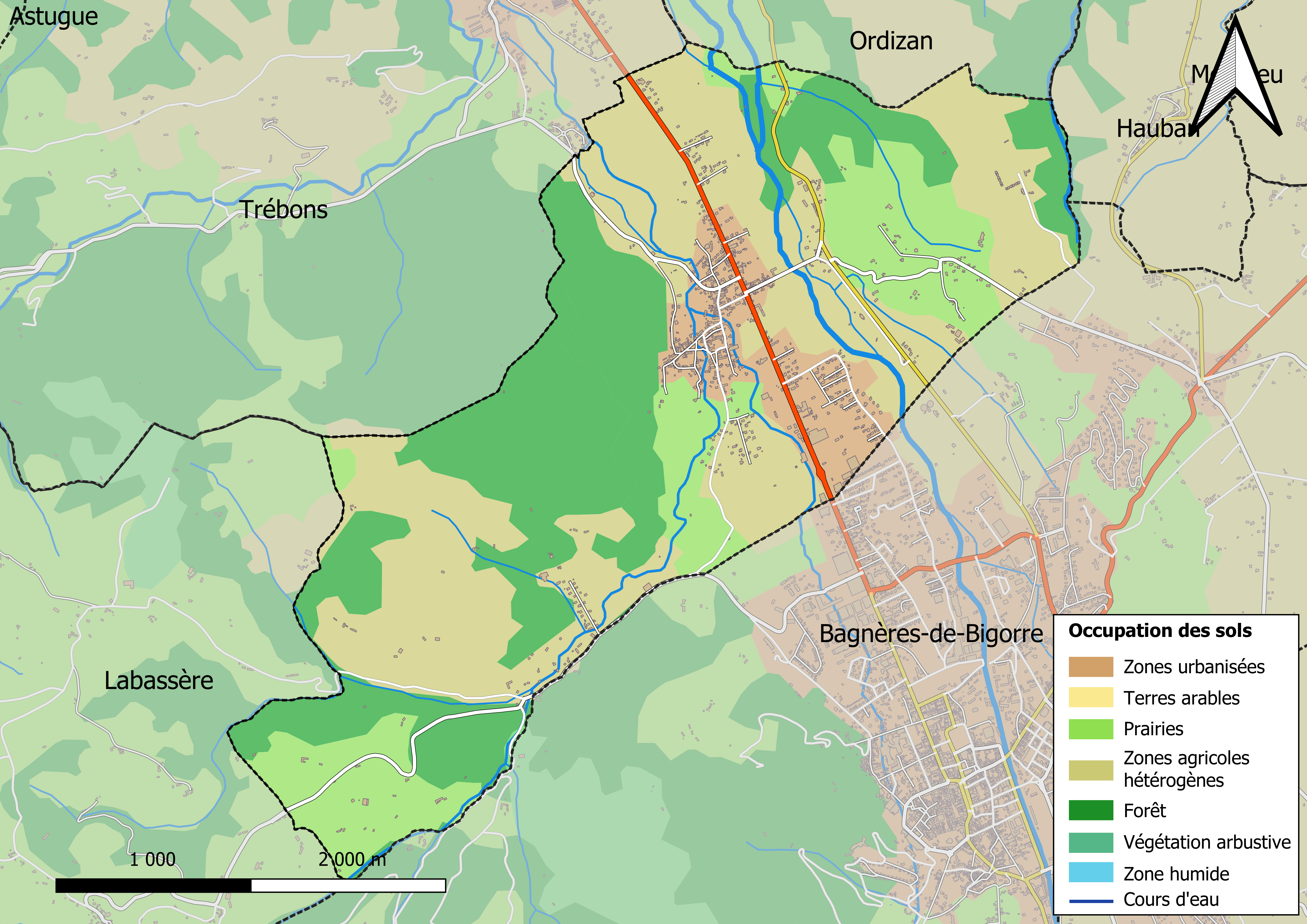
Kaart van de gemeente met belangrijkste infrastructuur, bodemgebruik en omliggende gemeenten

## Demografie
Onderstaande figuur toont het verloop van het inwonertal (bron: INSEE-tellingen).